# Târgoviște (stacja kolejowa)
Târgoviște – stacja kolejowa w Târgoviște, w okręgu Dymbowica, w Rumunii. Znajdują się tu 3 perony.